# Thundarr, el bárbaro
Thundarr, el bárbaro (Thundarr the Barbarian en inglés) es una serie de dibujos animados estadounidense producida por la compañía Ruby-Spears Productions que fue fundada apenas dos años atrás y pasó a formar parte de Filmways. La serie se estrenó con dos temporadas por el canal ABC Network desde el 4 de octubre de 1980 hasta el 31 de octubre de 1981 y fue retransmitida en 1983 por NBC.

## Argumento y desarrollo de la serie
Thundarr el Bárbaro está ambientado en un futuro yermo postapocalíptico (3994 d. C.) dividido en reinos o territorios —la mayoría de los cuales están gobernados por magos— cuyas ruinas suelen presentar características geográficas reconocibles de los Estados Unidos como la ciudad de Nueva York, Los Ángeles, Las Vegas, Seattle, Badlands, el Monte Rushmore, Denver, Atlanta, Boston, San Antonio y su Álamo, San Francisco, Washington D. C., Cabo Cañaveral y el Gran Cañón. Otros episodios con escenarios reconocibles se establecen fuera de los Estados Unidos e incluyen México y Londres, Reino Unido. Otra característica notable de esta Tierra del futuro es que la Luna se partió en dos pedazos. La Luna destrozada y las ruinas de la antigua civilización humana fueron causadas por un planeta errante que cruzó a gran velocidad entre la Tierra y la Luna en 1994, lo cual modificó sus órbitas y causó cambios caóticos en el clima y la geografía de la Tierra tal como se muestra en la secuencia de apertura. Sin embargo, para el período de tiempo en el que se encuentra la serie (2000 años después de la catástrofe), la Tierra y la Luna recuperan parte de su equilibrio físico. La Luna aún fragmentada, conserva su rotación y traslación como antes, y La Tierra renace como "Nueva Tierra", un mundo de "salvajismo, superciencia y hechicería" mucho más caótico que la "Vieja Tierra".
Muchos seres ansiosos de libertad comienzan a revelarse ante sus opresores, uno de ellos es Thundarr con una fuerza descomunal y la destreza de un "bárbaro" quien se libera de sus cadenas y decide acabar con aquellos seres malévolos en busca de un mundo libre de los opresores demoniacos. Este joven de gran musculatura y cabello rubio casualmente se encuentra con la Princesa Ariel, una formidable mujer hechicera de piel morena y rasgos de ascendencia china que posee un gran conocimiento de la antigua civilización humana destruida en 1994. Ookla, un poderoso mutante de la raza Mok con aspecto bípedo parecido a un león también se une al héroe Thundarr y juntos viajan por el mundo a caballo, luchando contra la injusticia. Sus principales adversarios son magos malvados que combinan hechizos mágicos con tecnologías reanimantes de la época previa a la catástrofe. Algunos de estos magos malévolos reclutan el servicio de ciertas especies mutantes para cumplir sus órdenes.
Otros enemigos son La Hermandad de la Noche (un grupo de Hombres-lobo que podían transformar a otros en Hombres-lobo al tocarlos), el cósmico Stalker from The Stars (un Vampiro cósmico depredador y malévolo) y varios otros mutantes. Las razas de animales humanoides inteligentes incluyen a los Groundlings parecidos a las ratas, los Carocs con aspecto similar a los cocodrilos, y mutantes parecidos a cerdos y halcones que hablan. Las nuevas especies de animales que existieron incluyen ballenas que lanzan fuego, una serpiente verde gigante con cabeza de oso gris, así como libélulas y conejos mutados.
Con sus conocimientos en brujería la Princesa Ariel le otorga a Thundarr un arma llamada la Espada Solar que proyecta un rayo de energía en forma de espada cuando se activa y se puede desactivar para que sea solo una empuñadura. La hoja de energía de la Espada Solar puede desviar otros ataques de energía, así como ataques de magia, puede atravesar casi cualquier cosa y puede interrumpir hechizos. La espada está mágicamente vinculada a Thundarr y como tal, solo él puede usarla; sin embargo, este vínculo se puede interrumpir.
El escritor y artista de cómics Jack Kirby trabajó en el diseño de producción de la serie. Los personajes principales fueron diseñados por el también escritor y artista de cómics Alex Toth. Sin embargo, él no estaba disponible para seguir trabajando en el programa por lo que la mayoría de los magos, personajes secundarios y otros villanos que aparecen fueron diseñados por Kirby. Fue incorporado al programa por recomendación de los escritores de cómics Steve Gerber y Mark Evanier.
La serie fue creación de Steve Gerber. Él y su amigo Martin Pasko estaban cenando en el área de Westwood una noche durante el tiempo que Gerber estaba desarrollando la serie. Gerber le comentó a Pasko que aún no había decidido un nombre para el personaje parecido a un wookiee el cual la cadena insistió en que se agregara a la serie a pesar de las objeciones de Gerber. Mientras los dos pasaban por la puerta del campus de UCLA, Pasko bromeó: «¿Por qué no llamarlo Oo-clah?». Pasko más tarde se convirtió en uno de varios guionistas también conocidos por su trabajo en cómics, como Roy Thomas y Gerry Conway que contribuyeron en la serie. Después de escribir varios guiones, individualmente y en colaboración con Gerber, Pasko se convirtió en editor de historias en la segunda temporada. Otros escritores incluyeron a Buzz Dixon y Mark Jones.

## Ambientaciones
Los escenarios de fondo siempre muestran lugares pantanosos, cavernas, ciudades modernas destruidas, y algunas viejas ciudades emergidas de nuevo por el movimiento de tierra apareciendo incluso basamentos mayas con lagartos evolucionados, ambientaciones en diferentes escenarios y lugares de los Estados Unidos y un uso desmedido de la hechicería y la fuerza tanto del bien como el mal para luchar por largo tiempo. 
El desarrollo de la serie no es propiamente secuencial, ya que la mayor parte de las veces ilustra en cada capítulo historias y personajes diferentes contra los que habrá que luchar y otros a quien defender y liberar, todo ello montados en caballos que prácticamente son el único transporte existente.
Es notable también el contraste entre una sabia Ariel y un medieval Thundarr, que cree que todos los instrumentos modernos son obra del demonio. Se usan torpedos, rayos láser e incluso Géminis, uno de los villanos, utiliza a la Estatua de la Libertad como arma contra los aldeanos que se encuentran en las ruinas de Nueva York.
Con esto, se incluye en una corriente de series postapocalípticas, que incluye series como la francesa Espartaco y el sol bajo el mar, la japonesa Conan, el niño del futuro y la más moderna Cadillacs and Dinosaurs donde si existe un aprovechamiento de las tecnologías actuales.

## Listado parcial de capítulos y ubicación de la trama
- 1.- "Secret of the black pearl" - "El secreto de la perla negra" - Nueva York, NuevaYork.
- 2.- "Harvest of doom" - "Cosecha de la muerte" - Chichén Itzá, Yucatán, México.
- 3.- "Mindok the mind menace" - "Mindok la amenaza del cerebro" - Cabo Cañaveral, Florida.
- 4.- "Raiders of the Abyss" - "Salteadores del Abismo" - Seattle, Washington.
- 5.- "Treasure of the Moks" - "El tesoro de los Moks" - Norfolk, Virginia.
- 6.- "Attack of the amazon women" - "El ataque de las amazonas" - Monte Rushmore, Keystone, Dakota del Sur.
- 7.- "Brotherhood of the night" - "La hermandad de la noche" - Washington. D. C.
- 8.- "Challenge of the wizards" - "El desafío de los magos" - Las Vegas, Nevada.
- 9.- "Valley of the man-apes" - "El valle de los hombres simio" - San Fernando Valley, California (el monstruo es un guiño a la película King Kong).
- 10.- "Stalker from the stars" - "El cazador de las estrellas" - Denver, Colorado.
- 11.- "Portal into time" - "Una puerta en el tiempo" - Alamo Plaza, San Antonio, Texas. Thundarr ve asombrado la tecnología anterior al cataclismo, y Ookla reacciona asombrado ante un televisor donde aparece un payaso.
- 12.- "Battle of the barbarians" - "La batalla de los bárbaros" - China Town, San Francisco, California.
- 13.- "Den of the sleeping demon" - "La madriguera del demonio durmiente" - Grand Canyon, Arizona.
- 14.- "Wizard wars" - "Guerra de brujos" - San Luis, Misuri.
- 15.- "City of evil" - "La ciudad del mal" - Boston, Massachusetts.
- 16.- "Island of the body snatchers" - "La isla de la ladrona de cuerpos" - Londres, Inglaterra (el museo es un guiño al museo de Madame Tussaud y las estatuas mostradas son las de Shakespeare y Ookla juega con las de Isabel II y su consorte Felipe de Edimburgo, para luego lanzarlas a los soldados de Circe. Esta vive a su vez en el edificio del Parlamento).
- 17.- "Last train to doomsday" - "El ultimo tren al día del juicio"
- 18.- "Prophecy of peril" - " La profecía del peligro"
- 19.- "Fortress of fear" - "La fortaleza del miedo" - La Brea Tar Pits, Los Ángeles, California.
- 20.- "Master of the stolen sunsword" - "El robo de la espada solar" - Beverly Hills/Hollywood, California.
- 21.- "Trial by terror" - "Juicio por terror" - Atlanta, Georgia.

## Música
La música fue grabada exclusivamente para esta serie, su compositor fue Dean Elliott quien crea una música con corte instrumental de una gran orquesta de metales y cuerdas, aunado a sonidos de sintetizadores para ambientar un escenario siniestro y desconocido. 

## Créditos de la serie
- Productores ejecutivos, Joe Ruby & Ken Spears
- Producida por: Jerry Eisenberg
- Dirigida por: Charles A. Nichols, John Kimball y Rudy Larriva
- Historia: Buzz Dixon, Mark Evanler, Steve Gerber, Martin Pasko, Ted Pedersen y Christopher Vane.
- Música y dirección de la misma: Dean Elliot
- Postproducción: Lenore Nelson.
- Corte de negativos: Mary Nelson
- Laboratorios: C.F.I.
- Grabación: Helder Scoring Service

Producción de Ruby-Spears Productions Inc. una compañía de Filmways.
La serie creada por la Ruby-Spears Productions, pasó a ser propiedad de Filmways cuando ésta fue vendida, a su vez Filmways y World-Vision fueron vendidas a Turner Broadcasting System y ésta a Time Warner que es la que finalmente concentra a la mayor parte empresas de dibujos animados estadounidenses incluyendo la mítica empresa Hanna-Barbera Productions, Inc.